# Petra Kronberger
Petra Kronberger, avstrijska alpska smučarka, * 21. februar 1969, Pfarrwerfen, Avstrija.
Petra Kronberger je v svetovnem pokalu debitirala v sezoni 1987. V sezoni 1990 je dosegla svojo prvo zmago v smuku. Na Svetovnem prvenstvu 1991 v Saalbachu je osvojila naslov svetovne prvakinje v smuku. Na Zimskih olimpijskih igrah 1992 v Albertvillu je osvojil naslova olimpijske prvakinje v smuku in kombinaciji. Skupno je v svetovnem pokalu do upokojitve po sezoni 1992 dosegla šestnajst posamičnih zmag, v skupnem seštevku disciplin pa tri velike kristalne globuse za skupno zmago in en mali kristalni globus za zmago v slalomu.
V letih 1990, 1991 in 1992 je bila trikrat zapored izbrana za avstrijsko športnico leta.

## Svetovni pokal

### Skupni seštevek
| Sezona | Disciplina |
| ------ | ---------- |
| 1990   | Skupno     |
| 1991   | Skupno     |
| 1991   | Slalom     |
| 1992   | Skupno     |

### Posamične zmage
| Datum             | Prizorišče                 | Disciplina      |
| ----------------- | -------------------------- | --------------- |
| 16. december 1989 | Panorama                   | Smuk            |
| 17. december 1989 | Panorama                   | Smuk            |
| 8. januar 1990    | Hinterstoder               | Veleslalom      |
| 14. januar 1990   | Haus                       | Kombinacija     |
| 28. januar 1990   | Santa Caterina di Valfurva | Veleslalom      |
| 13. marec 1990    | Vemdalen                   | Slalom          |
| 1. december, 1990 | Valzoldana                 | Veleslalom      |
| 2. december 1990  | Valzoldana                 | Slalom          |
| 9. december 1990  | Altenmarkt                 | Superveleslalom |
| 21. december 1990 | Morzine                    | Smuk            |
| 7. januar 1991    | Bad Kleinkirchheim         | Kombinacija     |
| 13. januar 1991   | Kranjska Gora              | Slalom          |
| 18. januar 1991   | Méribel                    | Smuk            |
| 19. januar 1991   | Méribel                    | Superveleslalom |
| 21. december 1991 | Serre-Chevalier            | Smuk            |
| 14. marec 1992    | Panorama                   | Smuk            |